# Szewce Gdańskie (przystanek kolejowy)
Szewce Gdańskie – zlikwidowany wąskotorowy przystanek osobowy w Gdańsku, w dzielnicy Przegalina, w województwie pomorskim. Położony był na linii kolejowej z Koszwał do Stegny Gdańskiej otwartej w 1905 roku. W 1974 roku odcinek do lewego brzegu Wisły został rozebrany.